# Dekanat Wolverhampton
Dekanat Wolverhampton – jeden z 18 dekanatów rzymskokatolickiej archidiecezji Birmingham w Wielkiej Brytanii. W jego skład wchodzi 13 parafii.

## Lista parafii
| Lp. | Miejscowość   | Parafia                                              | Kościół                                                              | Grafika |
| --- | ------------- | ---------------------------------------------------- | -------------------------------------------------------------------- | ------- |
| 1   | Wolverhampton | Parafia Bożego Ciała                                 | Kościół Bożego Ciała w Wolverhampton                                 |         |
| 2   | Bilston       | Parafia Trójcy Przenajświętszej                      | Kościół Trójcy Przenajświętszej w Bilston                            |         |
| 3   | Wolverhampton | Parafia Najświętszej Maryi Panny Nieustającej Pomocy | Kościół Najświętszej Maryi Panny Nieustającej Pomocy w Wolverhampton |         |
| 4   | Wolverhampton | Parafia św. Antoniego Padewskiego                    | Kościół św. Antoniego Padewskiego w Wolverhampton                    |         |
| 5   | Wombourne     | Parafia św. Bernadetty                               | Kościół św. Bernadetty w Wombourne                                   |         |
| 6   | Codsall       | Parafia św. Krzysztofa                               | Kościół św. Krzysztofa w Codsall                                     |         |
| 7   | Wolverhampton | Parafia św. Józefa                                   | Kościół św. Józefa w Wolverhampton                                   |         |
| 8   | Wolverhampton | Parafia Najświętszej Maryi Panny i św. Józefa        | Kościół Najświętszej Maryi Panny i św. Józefa w Wolverhampton        |         |
| 9   | Wolverhampton | Parafia św. Michała                                  | Kościół św. Michała w Wolverhampton                                  |         |
| 10  | Wolverhampton | Parafia św. Patryka                                  | Kościół św. Patryka w Wolverhampton                                  |         |
| 11  | Wolverhampton | Parafia Świętych Apostołów Piotra i Pawła            | Kościół Świętych Apostołów Piotra i Pawła w Wolverhampton            |         |
| 12  | Wolverhampton | Parafia św. Teresy od Dzieciątka Jezus               | Kościół św. Teresy od Dzieciątka Jezus w Wolverhampton               |         |
| 13  | Tettenhall    | Parafia św. Tomasza z Canterbury                     | Kościół św. Tomasza z Canterbury w Tettenhall                        |         |